# 鈴木信一朗
鈴木 信一朗（すずき しんいちろう、1934年（昭和9年）11月21日 - ）は、日本のボクサー。

## 経歴・人物
明治大学在学中に、1956年メルボルンオリンピックに男子フェザー級で出場し、3回戦敗退した。  